# 10627 Ookuninushi
10627 Ookuninushi (1998 BW2) là một tiểu hành tinh vành đai chính được phát hiện ngày 19 tháng 1 năm 1998 bởi Yoshisada Shimizu và Takeshi Urata ở Đài thiên văn Nachi-Katsuura.